# S/2004 S 43
S/2004 S 43 — природний супутник Сатурна. Відкритий Скоттом Шеппардом, Девідом Джуїттом, Дженом Кліна, Бреттом Гледменом та Едвардом Ештоном 7 травня 2023 року на основі спостережень, зроблених між 12 грудня 2004 року та 9 липня 2021 року.
S/2004 S 43 має близько 4 кілометрів у діаметрі, обертається ретроградно навколо Сатурна на відстані — 18 935 000 км, орбітальний період — 980,08 земної доби, під кутом нахилу 171,1° до площини екліптики, ексцентриситет орбіти — 0,432. S/2004 S 43 належить до скандинавської групи, був відзначений 100-м супутником Сатурна на момент оголошення.